# Hille Darjes
Hille Darjes (* 23. April 1943 in Fischerhude; † 23. Dezember 2018 in Worpswede) war eine deutsche Schauspielerin und Hörspiel- und Hörbuchsprecherin.

## Leben
Hille Darjes war eine Großnichte von Paula Modersohn-Becker. Sie wuchs in Quelkhorn und ab etwa 1960 in Worpswede in Niedersachsen auf. Nach ihrer schulischen Ausbildung absolvierte sie eine Schauspielausbildung an der Hochschule für Musik und Theater in Hamburg. Nach Engagements am Stadttheater Hildesheim und am Theater Oberhausen kam sie in den letzten Jahren der Intendanz von Kurt Hübner (1962–1973) an das Theater Bremen.
1984 gehörte sie zu den sieben Gründern der Bremer Shakespeare Company. 1992 verließ Darjes das Theaterkollektiv und arbeitete fortan als freie Schauspielerin. Mit einer eigenen Produktion, dem Virginia-Woolf-Monolog Ein Zimmer für sich allein, reiste sie durch Deutschland, Österreich und die Schweiz und trat mit dem Stück über 500 Mal auf. Außerdem war sie als Hörspiel- und Hörbuchsprecherin tätig und hielt zudem Lesungen.
Hille Darjes war mit dem Regisseur Chris Alexander verheiratet. Sie hatte einen Sohn und lebte ab 1983 zusammen mit ihrer Familie in ihrem Elternhaus in Worpswede. Nach längerer Krankheit starb sie im Alter von 75 Jahren.

## Theaterstücke und Aufführungen
- König Lear
- Was ihr wollt
- Othello
- Die Erfindung der Freiheit

## Hörspiele
| - In den „Brunetti“-Kriminalromanen von Donna Leon (als „Paola Brunetti“): - Venezianisches Finale - Endstation Venedig - Venezianische Scharade - Acqua Alta - Nobiltà - Vendetta - Sanft Entschlafen - 2006: Friedrich Christian Delius: Die Minute mit Paul McCartney – Regie: Christiane Ohaus (Hörspiel – RB/WDR) - 2013: Ursula Krechel: Wenn man ein gleichschenkliges Dreieck auf den Kopf stellt – Regie: Hans Gerd Krogmann (Hörspiel – SWR) - Ruhelos, Steinbach sprechende Bücher, Schwäbisch Hall 2009 - Emilia Galotti, Argon Verlag, Berlin 2007 - Der Hofmeister oder Vorteile der Privaterziehung, Argon Verlag, Berlin 2007 - A Long Way Down, Der Hörverlag, München 2005 |